# World Series of Poker 1996
De World Series of Poker 1996 werd gehouden in de Binion's Horseshoe in Las Vegas van 22 april tot en met 18 mei. Het was de 27e editie van de World Series of Poker, het grootste pokerevenement ter wereld.

## Toernooien
| Event                          | Winnaar              | Prijs    | Tweede             |
| ------------------------------ | -------------------- | -------- | ------------------ |
| $1.500 Chinees poker           | Gregory Grivas       | $37.200  | Charles Burris     |
| $2.000 Limit Hold'em           | David Chiu           | $396.000 | Jaan Shu           |
| $1.500 Seven Card Stud         | Gary Benson          | $148.200 | Billy Cohen        |
| $1.500 Limit Omaha             | Dody Roach           | $102.600 | Men Nguyen         |
| $1.500 Seven Card Stud Split   | John Cernuto         | $147.000 | Lonnie Heimowitz   |
| $1.500 Seven Card Razz         | Randy Holland        | $87.000  | Joe Aurelio        |
| $1.500 Omaha 8 or better       | Adeeb Harb           | $155.815 | Noli Francisco     |
| $1.500 No Limit Hold'em        | John Morgan          | $227.815 | George Githens     |
| $1.500 Pot Limit Omaha         | Jim Huntley          | $168.600 | Phil Mazzella      |
| $1.500 Pot Limit Hold'em       | Al Krux              | $156.375 | Gerardo Crespi     |
| $5.000 Deuce to Seven Draw     | Kassem "Freddy" Deeb | $146.250 | Mickey Appleman    |
| $2.500 Seven Card Stud Split   | Frank Thompson       | $94.000  | Ted Forrest        |
| $2.500 Omaha 8 or better       | Men Nguyen           | $110.000 | Mattias Rochnacher |
| $5.000 Chinese Poker           | Jim Feldhouse        | $50.000  | Eli Balas          |
| $1.500 Ace to Five Draw        | Hans "Tuna" Lund     | $71.400  | John Henson        |
| $3.000 Limit Hold'em           | Donny Kerr           | $200.400 | Michael Halford    |
| $2.500 Seven Card Stud         | Marty Sigel          | $144.000 | Annie Duke         |
| $2.500 Pot Limit Omaha         | Sam Farha            | $145.000 | Brent Carter       |
| $2.500 Pot Limit Hold'em       | Barbara Enright      | $180.000 | Stan Goldstein     |
| $5.000 Seven Card Stud         | Henry Orenstein      | $130.000 | Humberto Brenes    |
| $2.500 No Limit Hold'em        | Mel Weiner           | $250.315 | John Spadavecchia  |
| $5.000 Limit Hold'em           | Tony Ma              | $236.000 | John Bonetti       |
| $1.000 Ladies' Seven Card Stud | Susie Isaacs         | $42.000  | Nikki Harris       |

## Main Event
Het Main Event was het grootste toernooi van de World Series of Poker 1996. Het is een 10.000 dollar No-Limit Texas Hold'em toernooi. De winnaar van dit toernooi wordt gezien als de officieuze wereldkampioen poker. Er deden in totaal 295 spelers mee.

### Finaletafel
| Positie | Naam           | Prijs      |
| ------- | -------------- | ---------- |
| 1       | Huck Seed      | $1.000.000 |
| 2       | Bruce Van Horn | $585.000   |
| 3       | John Bonetti   | $341.250   |
| 4       | Men Nguyen     | $195.000   |
| 5       | An Tran        | $128.700   |
| 6       | André Boyer    | $97.500    |

### Andere hoge posities
| Positie | Naam            | Prijs   |
| ------- | --------------- | ------- |
| 10      | David Chiu      | $31.200 |
| 13      | Chau Giang      | $27.300 |
| 16      | Berry Johnston  | $23.400 |
| 17      | Dan Harrington  | $23.400 |
| 18      | Frank Henderson | $23.400 |
| 19      | John Esposito   | $19.500 |
| 21      | Peter Vilandos  | $19.500 |
| 26      | Lucy Rokach     | $19.500 |